# Victor Hugo de Azevedo Coutinho

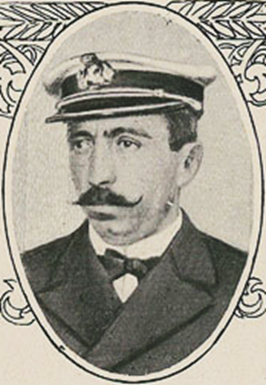
Victor Hugo de Azevedo Coutinho

Victor Hugo de Azevedo Coutinho (* 12. November 1871 in Macau; † 27. Juni 1955 in Lissabon) war ein portugiesischer Offizier der Marine, Professor an der Universität von Coimbra und der Marineschule sowie Politiker. Er gehörte der Demokratischen Partei an. Vom 12. Dezember 1914 bis 25. Januar 1915 war er Ministerpräsident seines Landes und führte eine der vielen kurzlebigen Regierungen der ersten Republik. Im März 1922 und im August 1922 war er zudem übergangsweise portugiesischer Außenminister.
Mit Ausnahme des damaligen Innenministers gehörten der von Azevedo Coutinho geführten Regierung kaum politisch bedeutende Politiker an. Die wirkliche Macht lag bei dem Vorsitzenden der Demokratischen Partei, Afonso Costa, der die Regierung weitgehend steuerte.
Wegen seiner Vornamen und in Anspielung auf Victor Hugos Roman Die Elenden, französisch Les Misérables, wurde die Regierung auch als „Les Misérables de Victor Hugo“ bzw. portugiesisch „Os Miseráveis de Victor Hugo“ bezeichnet. Nach seinem Rücktritt als Ministerpräsident war de Azevedo Costa noch dreimal Marineminister. 1923 wurde er Hoher Kommissar in Mosambik.
Gegen die Alleinherrschaft der Demokratischen Partei gab es zunehmend Widerstand seitens der konservativen Teile der Gesellschaft und besonders auch von konservativen Teilen des Offizierscorps. Diese wurden von Präsident Manuel José de Arriaga unterstützt, der, obwohl selbst aus der Demokratischen Partei stammend, inzwischen in einen Machtkampf mit Afonso Costa verwickelt war. Am 25. Januar 1915 kam es zu einem Militärputsch konservativer Militärs, der die Regierung Azevedo Coutinho beendete. Drei Tage später, am 28. Januar, ernannte Präsident de Arriaga den Führer des Putsches, General Joaquim Pimenta de Castro zum neuen Ministerpräsidenten. Es folgte die Militärregierung des Joaquim Pimenta de Castro, die in die Geschichte Portugals als „Ditadura das Espadas“ – „Diktatur der Schwerter“ einging.